# Saint-Arnoult, Oise
Saint-Arnoult är en kommun i departementet Oise i regionen Hauts-de-France i norra Frankrike. Kommunen ligger i kantonen Formerie som tillhör arrondissementet Beauvais. År 2022 hade Saint-Arnoult 202 invånare.

## Befolkningsutveckling
Antalet invånare i kommunen Saint-Arnoult
| Referens: INSEE |